# Liste der Monuments historiques in Marsais
Die Liste der Monuments historiques in Marsais führt die Monuments historiques in der französischen Gemeinde Marsais auf.

## Liste der Objekte
| Bezeichnung                                     | Beschreibung           | Standort                | Kennzeichnung | Schutzstatus | Datum | Bild |
| ----------------------------------------------- | ---------------------- | ----------------------- | ------------- | ------------ | ----- | ---- |
| Grabplatte für Françoise Morin                  | Stein, 17. Jahrhundert | in der Kirche St-Vivien | PM17001455    | Inscrit      | 1985  |      |
| Grabplatte für damoiselle Pierre de La Fontayne | Stein, 17. Jahrhundert | in der Kirche St-Vivien | PM17001459    | Inscrit      | 1985  |      |
| Grabplatte                                      | Stein, 1696            | in der Kirche St-Vivien | PM17001453    | Inscrit      | 1985  |      |
| Grabplatte für Jean Gabriel Mallet              | Stein, 1710            | in der Kirche St-Vivien | PM17001458    | Inscrit      | 1985  |      |
| Grabplatte für Henri Borde                      | Stein, 1701            | in der Kirche St-Vivien | PM17001457    | Inscrit      | 1985  |      |
| Grabplatte für Renée Prévost (?)                | Stein, 1693            | in der Kirche St-Vivien | PM17001462    | Inscrit      | 1985  |      |
| Grabplatte für Marguerite Lourestier            | Stein, 17. Jahrhundert | in der Kirche St-Vivien | PM17001454    | Inscrit      | 1985  |      |
| Grabplatte für René Prévost                     | Stein, 1690            | in der Kirche St-Vivien | PM17001456    | Inscrit      | 1985  |      |
| Grabplatte für Suzanne de La Touche             | Stein, 1656            | in der Kirche St-Vivien | PM17001460    | Inscrit      | 1985  |      |
| Grabplatte für Jeanne de La Fontaine            | Stein, 17. Jahrhundert | in der Kirche St-Vivien | PM17001461    | Inscrit      | 1985  |      |